# Dissen-Striesow
Dissen-Striesow, niedersorbisch Dešno-Strjažow, ist eine Gemeinde im Landkreis Spree-Neiße in Brandenburg. Sie wird vom Amt Burg (Spreewald) mit Sitz in Burg (Spreewald) verwaltet.

## Geografie
Die Gemeinde liegt im Südosten des Landes Brandenburg in der Niederlausitz im angestammten Siedlungsgebiet der Sorben/Wenden. Sie grenzt im Norden an Schmogrow-Fehrow und Drachhausen, im Osten an die Stadt Cottbus sowie im Süden und Westen an Briesen.

## Gemeindegliederung
Ortsteile der Gemeinde sind Dissen (sorb. Dešno) und Striesow (sorb. Strjažow). Zu Dissen gehört der Wohnplatz Alte Schäferei (Stara Šapaŕnja).
Der Ortsteil Dissen untergliedert sich zudem in die nicht amtlichen Dorfteile Grabow, Kněski dwor („Gutshof“), Końc („Ende“), Pśedejs („Vordorf“) und We jsy („Im Dorf“).

## Geschichte
1449 wird Dissen in einer Urkunde als Teil der Mark Brandenburg erstmals erwähnt. 1464 wird Striesow als Straza urkundlich erwähnt. Im Ortsteil Dissen hatten 1995 noch 28,9 % der Bevölkerung Sorbischkenntnisse; was einem der höchsten sorbischsprachigen Bevölkerungsanteile in der ganzen Niederlausitz entsprach.
Dissen und Striesow gehörten seit 1816 zum Kreis Cottbus in der preußischen Provinz Brandenburg und ab 1952 zum Kreis Cottbus-Land im DDR-Bezirk Cottbus. Seit 1993 liegen die Orte im brandenburgischen Landkreis Spree-Neiße; bereits im Jahr zuvor hatten sie sich zur Erledigung ihrer Verwaltungsgeschäfte dem Amt Burg (Spreewald) angeschlossen.
Die Gemeinde entstand am 31. Dezember 2001 aus dem freiwilligen Zusammenschluss der bis dahin selbstständigen Gemeinden Dissen und Striesow.

## Bevölkerungsentwicklung
| Jahr | Dissen | Striesow |      | Jahr  | Dissen- Striesow |
| ---- | ------ | -------- | ---- | ----- | ---------------- |
| 1875 | 757    | 412      | 2001 | 1 090 |                  |
| 1910 | 688    | 350      | 2005 | 1 097 |                  |
| 1939 | 658    | 355      | 2010 | 1 033 |                  |
| 1946 | 781    | 433      | 2015 | 1 006 |                  |
| 1950 | 690    | 437      | 2020 | 1 975 |                  |
| 1971 | 586    | 360      | 2021 | 1 979 |                  |
| 1990 | 497    | 352      | 2022 | 1 957 |                  |
| 1995 | 522    | 390      | 2023 | 1 961 |                  |
| 2000 | 659    | 423      | 2024 | 1 934 |                  |

Gebietsstand des jeweiligen Jahres, Einwohnerzahl: Stand 31. Dezember (ab 1991), von 2011 bis 2021 auf Basis des Zensus 2011, ab 2022 auf Basis des Zensus 2022

## Politik

### Gemeindevertretung
Die Gemeindevertretung von Dissen-Striesow besteht aus zehn Gemeindevertretern und dem ehrenamtlichen Bürgermeister. Die Kommunalwahl am 9. Juni 2024 führte bei einer Wahlbeteiligung von 80,4 % zu folgendem Ergebnis:
| Wählergruppe                   | Stimmenanteil | Sitze |
| ------------------------------ | ------------- | ----- |
| Bürger für Dissen und Striesow | 62,1 %        | 6     |
| Aktiv für Dissen und Striesow  | 37,9 %        | 4     |

### Bürgermeister
- 2003–2024: Fred Kaiser (Bürger für Dissen und Striesow)[8]
- seit 2024: Nico Jarick (Bürger für Dissen und Striesow)

Jarick wurde in der Bürgermeisterwahl am 9. Juni 2024 ohne Gegenkandidat mit 79,0 % der gültigen Stimmen für eine Amtszeit von fünf Jahren gewählt.

### Städtepartnerschaften
Der Ortsteil Dissen führt bereits seit kurz nach der Wiedervereinigung Partnerschaften mit der niedersächsischen Stadt Dissen am Teutoburger Wald und dem Ortsteil Dissen der hessischen Stadt Gudensberg. Diese Partnerschaften wurden auch nach der Gemeindeauflösung am 31. Dezember 2001 aufrechterhalten.

## Sehenswürdigkeiten und Kultur

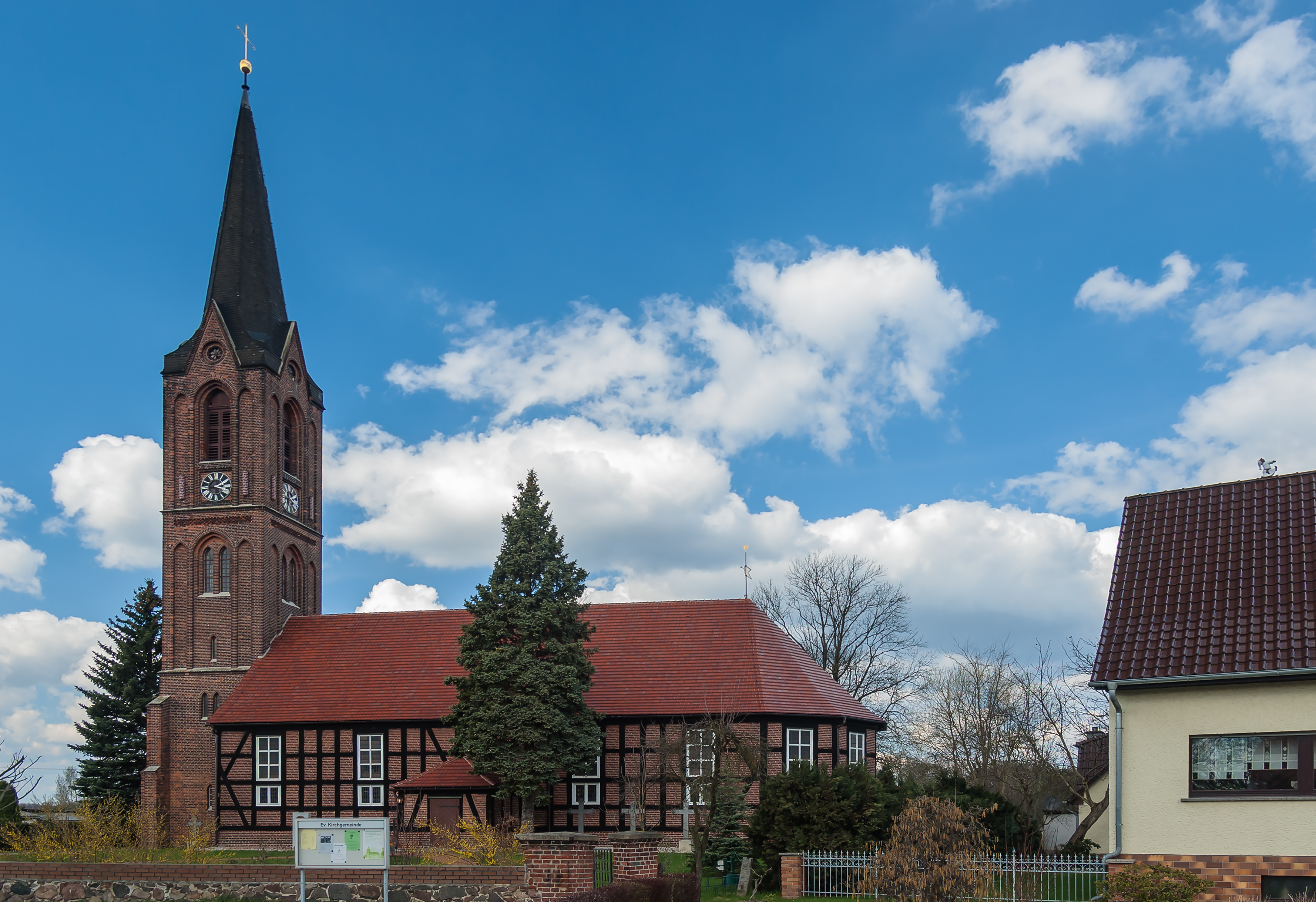
Kirche von Dissen

In der Liste der Baudenkmale in Dissen-Striesow und in der Liste der Bodendenkmale in Dissen-Striesow stehen die in der Denkmalliste des Landes Brandenburg eingetragenen Denkmale.
Durch die Dorfjugend werden insbesondere die sorbische Fastnacht und das traditionelle Erntefest gepflegt. Auch andere Bräuche, wie das Maibaumaufstellen und das Osterfeuer mit dazugehörigem „Schabanack“, werden in Dissen am Leben erhalten.

## Verkehr
Dissen und Striesow liegen an der Landesstraße 511 nach Cottbus-Sielow. Der Ortsteil Striesow liegt außerdem an der Landesstraße 50 zwischen Kolkwitz und Peitz.

## Persönlichkeiten

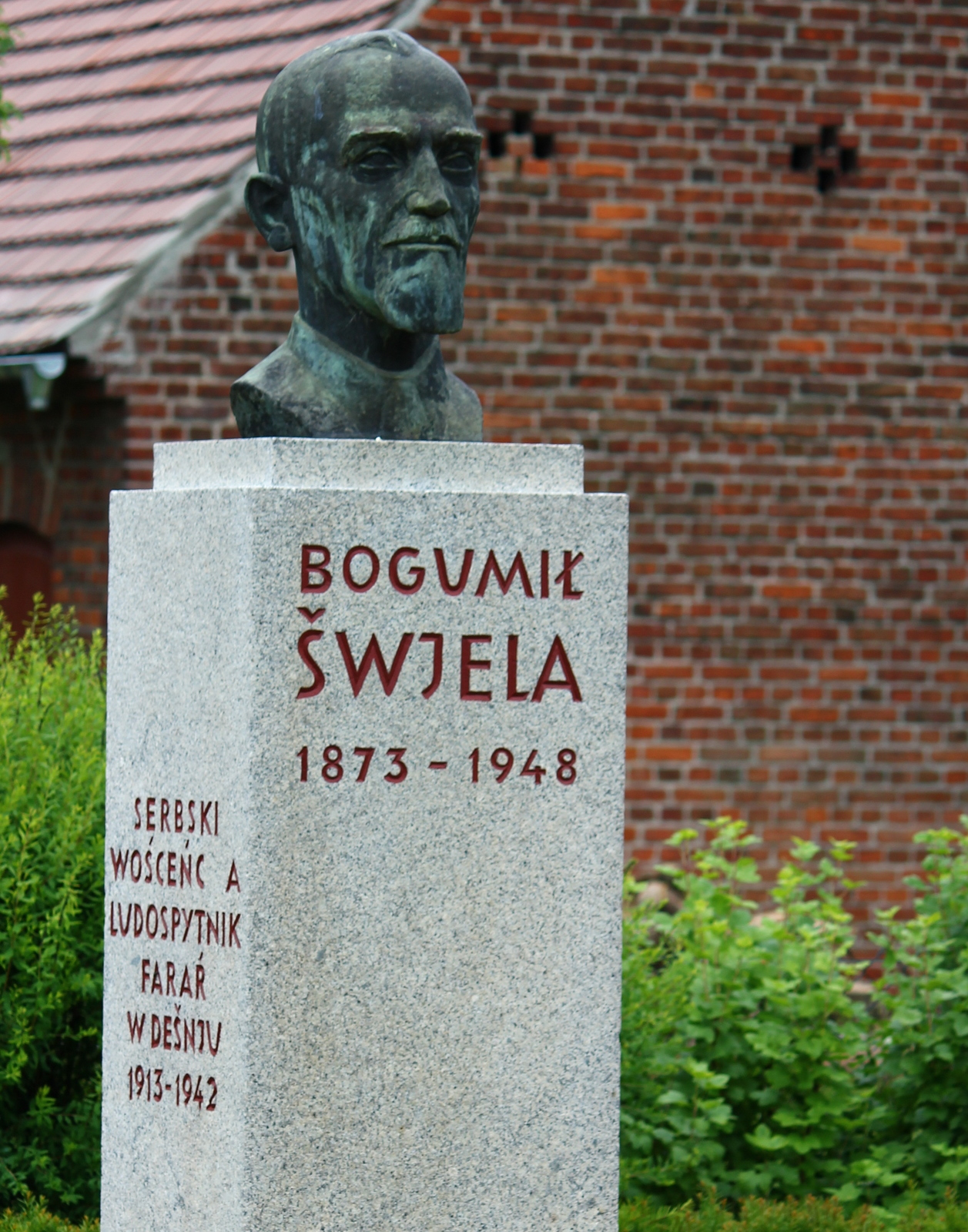
Bogumił-Šwjela-Büste vor dem Dissener Pfarrhaus

- Měto Bukwaŕ (Martin Buckwar; 1789–1843), ab 1830 Pfarrer in Dissen
- Bogumił Šwjela (Gotthold Schwela; 1873–1948), sorbischer Geistlicher und Sprachforscher, 28 Jahre lang Pfarrer in Dissen
- Michael Schierack (* 1966), Politiker (CDU), lebt in Dissen-Striesow
- Trixi Worrack (* 1981), Profi-Radrennfahrerin, lebt in Dissen